# Sœurs de Sainte Marie de l'Assomption
Ne doit pas être confondu avec Filles de Marie de l'Assomption ou Sœurs de l'Assomption de la Sainte Vierge.
Les Sœurs de Sainte Marie de l'Assomption forment une congrégation religieuse hospitalière de droit pontifical.

## Histoire
En 1824, le Père Marie-Joseph Chiron (1797-1852), curé de Saint-Martin l'Inférieur, organise une pieuse association de jeunes femmes. Le 25 novembre 1825, sept d'entre elles commencent la vie commune puis reçoivent l'habit religieux le 20 janvier 1826. Elle choisissent la règle des trappistes et œuvrent auprès des malades et à l'enseignement des enfants.
En 1827, le Père Chiron est nommé aumônier de la prison de Privas et découvre que plusieurs femmes atteintes de maladie mentale qui y sont incarcérés. Il demande donc aux sœurs de s'occuper d'elles. Le 2 mars 1827, Marie-Joseph Chiron fonde une maison de soins pour maladie psychiatrique à Privas, avec l'accord de l'évêque, du préfet et du maire. 
Les sœurs prononcent leurs vœux religieux le 29 avril 1829 ; Adélaïde Bernard (1801-1839), en religion Mère Agnès, devient la supérieure de la communauté. Elles abandonnent la règle de la Trappe pour adopter la règle de saint Augustin. Leurs constitutions sont approuvées en 1838 par Abbon-Pierre-François Bonnel de la Brageresse, évêque de Viviers. L'institut reçoit le décret de louange le 3 décembre 1968.

## Fusion
- 1929 : Sœurs de la Charité du Verbe Incarné de Lyon fondées en 1875 par une religieuse de l'ordre du Verbe incarné pour s'occuper des malades mentaux de l'hôpital de Bron[3].

## Activités et diffusion
Les sœurs se vouent aux soins des personnes atteintes de troubles psychiatriques.
La maison-mère est à Chamalières.
En 2017, la congrégation comptait 47 sœurs dans 3 maisons.